# Antoni Gili Ferrer
Mossèn Antoni Gili Ferrer (Artà, 26 d'abril de 1932-Capdepera, 1 de desembre de 2010). era un clergue i historiador mallorquí.
Estudià al Seminari Conciliar de Palma i es llicencià, el 1972, en Filosofia per la Universitat Pontifícia de Sant Tomàs a Roma. Exercí de prevere un any i mig a Binissalem (1958), sis i mig a S'Arracó (Andratx) (1960), denou a Artà (1966) i cinc a Algaida (1985). A partir de 1989 va ser auxiliar de l'Arxiu Diocesà i des del 1990 fins al 2002, prior de l'Anunciació (La Sang) a Palma.
També se'l coneixia per la seva gran faceta d'historiador o documentalista (tal com ell es considerava) cosa que li va permetre escriure innumerables llibres (uns 24), articles, pròlegs i conferències, així com alguns premis i reconeixements com per exemple diversos premis d'Investigació de diferents edicions del certàmen literari «Vila d'Artà». Se li va fer l'entrega per part de l'Ajuntament d'Artà, del «Talaiot d'Or»", demostrant la gran importància que va tenir Antoni Gili dins el poble artanenc. D'altra banda, des de 1993 també va formar part de l'obreria de Sant Antoni d'Artà com a capellà.
El 2011 rebé a títol pòstum el Premi Ramon Llull del Govern de les Illes Balears.

## Obres
- Antoni Llinàs, apòstol d'apostols. Palma: [s.n.], 1991. 43 pàg. (Col.: Amèrica, l'altra història de les Balears; 4)
- Antoni Llinàs, missioner de missioners. Manacor, 1990
- Aportació al cançoner popular de Mallorca. Palma: El Tall, 1994. 154 pàg. ISBN 84-87685-45-5
- Artà en el segle XV. Palma, 1983
- Artà en el segle XVI. Palma, 1993
- Artà en el segle XVII. Artà: Documenta Balear SL, 2003. 328 pàgines. (Arbre de Mar; 12). Proemi[2] de Gabriel Carrió Vives. Iniciativa conjunta de Doc. Balear i Ajuntament d'Artà, amb un ajut del Dep. Cultura del Consell de Mallorca. ISBN 84-95694-78-6.
- De Santa Maria de Bellver a Sant Llorenç des Cardassar. Publicacions de l'Abadia de Montserrat, 2000
- amb Bartomeu Caimari i Calafat. Els Governadors del Castell de Capdepera, segles XIV-XIX. Palma, Documenta Balear SL, 2007. Col·lecció Arbre de Mar. ISBN 978-84-96841-34-5.
- Ermitaños insignes de Mallorca. Artà, 1978
- Ermitaños de Mallorca. Juan Mir y su obra. Palma, 1988
- "Evangelitzadors artanencs al nou món", Congrés Internacional d'estudis històrics. Les Illes Balears i Amèrica. Palma, 1992.
- Historia de la ermita de Betlem. Artà, 1975
- Història de Sant Salvador d'Artà. Artà: [s.n.], 1979. 103 pàgines. Pròleg de Joan Sard i Pujades. DL: PM 432. - 1979.
- La Sang. Història i devoció. Palma, 2003?.
- "Orgues i organistes d'Artà" Estudis Baleàrics. Núm. 39. Palma, 1991. 25-27.
- Sant Antoni Abat, Festa Popular d'Artà. Palma: Documenta Balear SL, 1997. 276 pàgines. (Col·lecció: Menjavents; 17). Pròleg de Jaume Guiscafrè. ISBN 84-89067-11-2.
- amb T. Apparició Sebastian Gili Vives. La lealtad con Dios al servició de los hombres. Valladolid, 1976
- Son Servera del segle xiii al segle XVIII.
- Sebastián Gili. Amparo de la humanidad. Congregación de Agustinas Hermanas del Amparo. Palma. 2011. ISBN 978-84-615-0279-0 (Obra completa – 4 tomos)